# Memorial da Balaiada
O Memorial da Balaiada é um centro educativo-cultural, composto por um Museu e um Centro de Documentação, inaugurado no dia 26 de junho de 2004, na cidade de Caxias, a 365 km de São Luís.

## Histórico
A Balaiada, considerada a maior revolução maranhense, teve o seu ápice no Morro do Alecrim (antigo Morro das Tabocas), envolvendo cerca de 10 mil homens. Seus principais líderes foram Manuel Francisco dos Anjos Ferreira (O Balaio), Raimundo Gomes Vieira (O Cara Preta) e Cosme Bento das Chagas (O Líder Negro). O conflito popular se estendeu pelos Vales do Itapecuru e Parnaíba, tendo o município de Caxias como o principal foco de batalhas dos balaios.
A guerra ocorreu entre 1838 e 1841, com o seu inicio em vila da manga ( Nina Rodrigues ) e seu termino em Caxias , dentro do conturbado Período Regencial, tendo sido provocada pela insatisfação entre negros, mestiços e a classe média, especialmente a urbana, contra os grandes proprietários de fazendas e senhores de engenho. A revolta foi sufocada por Luís Alves de Lima e Silva, que depois se tornaria o Duque de Caxias.
Após buscas arqueológicas feitas no ano 1997 por um grupo de estudantes universitários e historiadores, surgiu a ideia de construir o Memorial da Balaiada.
Em 2018, foi inaugurado o Mirante da Balaiada, no Morro do Alecrim, próximo ao museu, um novo ponto turístico, com também um parque ecológico.

## Acervo

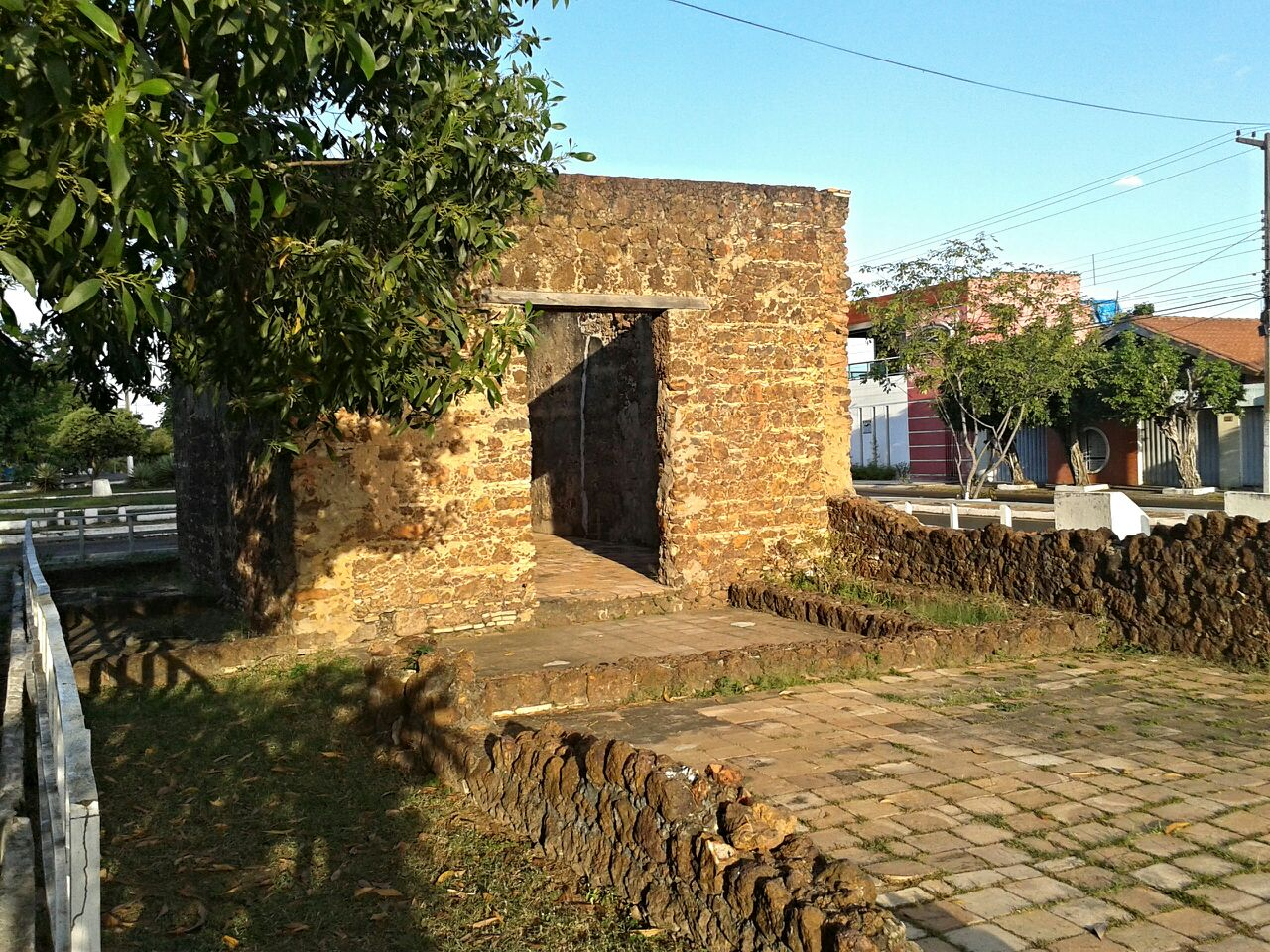
Ruínas do Quartel da Balaiada

O museu fica localizado no antigo Quartel de Polícia, que abrigou as tropas do português José da Cunha Fidiê e do Duque de Caxias, abrigando uma exposição permanente, de perfil histórico, abrangendo a vida dos balaios, os seus líderes e a cidade de Caxias na época do conflito. Também se encontram as ruínas no local. Houve uma restauração do museu em 2014.
O acervo do museu possui 350 peças de artefatos arqueológicos e restos de armamentos, balas de chumbo, projéteis, botões e fivelas dos militares e dos homens e mulheres que fizeram a revolta, além de de instrumentos de castigo dos escravos, peças de mobiliário, prataria, telas, um painel em xilogravura da artista plástica Tita do Rêgo Silva e esculturas em argila dos principais líderes da Balaiada.
Também conta com um auditório que é utilizado para fóruns, seminários e palestras, além de lançamentos de livros de autores locais e regionais.Também há uma sala de biblioteca, para consultas sobre a história da cidade de Caxias e da Balaiada.
Em 2015, o museu recebeu 17 mil visitantes.